# کارل فرانکلین
کارل فرانکلین (انگلیسی: Carl Franklin؛ زادهٔ ۱۱ آوریل ۱۹۴۹) کارگردان، هنرپیشه و فیلم‌نامه‌نویس اهل ایالات متحده آمریکا است. وی از سال ۱۹۷۳ میلادی تاکنون مشغول فعالیت بوده‌است.